# إيفا أورسولا لانج
إيفا أورسولا لانج (بالألمانية: Jěwa Wórša Lanzyna)‏ (و. 1928  م) هي رسامة ألمانية.